# Драган Прокопиев
Драган Прокопиев Василев, известен като Драган Прокопиев, е български хоров диригент и музикален педагог. Получава званието заслужил артист през 1965 година.

## Биография
Роден е в Кюстендил в учителско семейство. След като завършва училище, заминава през 1923 година за Лайпциг да учи цигулка при Х. Васерман. Следват специализации в Париж при Люсиен Капе (Lucien Capet) през 1924 и 1926 година, в Писек, Чехословакия при цигулковия педагог Отакар Шевчик (Otakar Ševčík) през 1925 и 1927 година, както и в берлинската Щернова консерватория при Карл Флеш (Carl Flesch) от 1928 до 1930 година.
През 1930 година Прокопиев се завръща в България и става преподавател в Американския колеж в Симеоново и разкрива своя частна музикална школа, просъществувала до 1936 година. От 1940 година преподава в Първа софийска мъжка гимназия.
През годините на войната се вдъхновява от идеята да създаде хор на българската армия. След 9 септември 1944 година, основава Представителния хор към Българската народна армия, впоследствие преименуван на Ансамбъл за песни и танци на БНА, днес: Представителен ансамбъл на Въоръжените сили. Негов диригент е до 1957 година. Първия си концерт в състав от 26 певци, хорът изнася в края на 1944 година. Впоследствие Прокопиев започва да привлича и инструменталисти, както и някои от най-добрите за времето си български оперни гласове като Димитър Узунов и Никола Николов, както и композитора Асен Карастоянов, който написва специално за хора около петдесет песни.
През 1941 година, Драган Прокопиев пише „Методика на пеенето“, в която развива темата за пеенето като учебен предмет в българските училища. Освен педагогическа и методическа дейност, развива дейност и като цигулар-изпълнител в два камерни квартета: Чешкия квартет (1927) и Софийския квартет от 1932 до 1935 година, в който свири заедно с Тодор Въжаров, Константин Старчев и Георги Иванов.
Прокопиев почива през 1988 година. Негов архивен фонд от периода 1913 – 1975 година се съхранява в Централен държавен архив под номер 655.